# Stortjärnen (Hede socken, Härjedalen, 695230-136854)
Stortjärnen är en sjö i Härjedalens kommun i Härjedalen och ingår i Ljusnans huvudavrinningsområde. Sjön har en area på 0,0456 kvadratkilometer och ligger 767,6 meter över havet.

## Delavrinningsområde
Stortjärnen ingår i det delavrinningsområde (695223-136817) som SMHI kallar för Mynnar i Över-Särvsjön. Medelhöjden är 799 meter över havet och ytan är 18,08 kvadratkilometer. Det finns inga avrinningsområden uppströms utan avrinningsområdet är högsta punkten. Vattendraget som avvattnar avrinningsområdet har biflödesordning 3, vilket innebär att vattnet flödar genom totalt 3 vattendrag innan det når havet efter 361 kilometer. Avrinningsområdet består mestadels av skog (69 procent) och sankmarker (21 procent). Avrinningsområdet har 0,05 kvadratkilometer vattenytor vilket ger det en sjöprocent på 0,3 procent.